# جيمس إي. رايلي
جيمس إي. رايلي (بالإنجليزية: James E. Reilly)‏ هو كاتب سيناريو أمريكي، ولد في 15 يوليو 1948 في بونتيفول في الولايات المتحدة، وتوفي في 12 أكتوبر 2008.

## وصلات خارجية
- جيمس إي. رايلي على موقع IMDb (الإنجليزية)
- جيمس إي. رايلي على موقع قاعدة بيانات الفيلم (الإنجليزية)